# Alessandra Cappa
Alessandra Cappa (Verona, 19 maggio 1982) è un'ex nuotatrice italiana.
Specializzata nei 50 e 100 m dorso, ha vinto una medaglia di bronzo ai Campionati europei di Madrid 2004. In carriera vanta ben 41 titoli italiani assoluti e la partecipazione ai Giochi olimpici di Atene nel 2004.

## Carriera
Ha esordito molto bene nel 1998 sia a livello nazionale vincendo i suoi primi cinque titoli italiani, che con la squadra azzurra; con quella giovanile agli europei di Anversa, dove ha vinto la medaglia di bronzo nei 100 m dorso, per poi fare l'esordio a dicembre in quella assoluta agli europei in vasca corta di Sheffield. Nei campionati italiani del 1999 ha vinto in tutto otto titoli tra dorso, farfalla e staffette, mentre ha avuto meno successo nelle gare internazionali: al debutto agli europei di Istanbul non ha nuotato in nessuna finale.
È tornata nella nazionale agli europei in vasca corta del 2000 a Valencia dove è riuscita ad entrare nelle finali dei 50 e 100 metri dorso e in quella della staffetta 4 × 100 m mista. Nel 2001 ha partecipato ai mondiali di Fukuoka e agli europei in vasca da 25 metri di Anversa, arrivando in questi ultimi alla finale dei 100 m dorso. Nel luglio 2002 è stata convocata agli europei di Berlino arrivando ancora in finale in tre gare, 50 e 100 m dorso e 4 × 100 m mista.
In questi anni e sino al ritiro si è dimostrata la miglior dorsista italiana nei 50 e 100 metri, vincendo complessivamente 32 volte il titolo italiano in sette anni di carriera. Ha partecipato anche ai mondiali del 2003 di Barcellona e ha concluso la carriera nel 2004 ottenendo i suoi migliori risultati all'estero: agli europei di Madrid ha vinto la medaglia di bronzo nei 50 m dorso, è arrivata quinta nei 100 m e quarta con Chiara Boggiatto, Francesca Segat e Federica Pellegrini nella staffetta 4 × 100 m mista. Ha nuotato con la nazionale per l'ultima volta partecipando ai Giochi olimpici di Atene.

## Palmarès
| Giochi olimpici            | ---                     | 100 m dorso               | ---                       | 4 × 100 m mista                 |
| 2004 Atene Grecia          | ---                     | 16ª in batteria 1'03"50   | ---                       | squalificata :                  |
| Campionati del mondo       | 50 m dorso              | 100 m dorso               | ---                       | 4 × 100 m mista                 |
| 2001 Fukuoka Giappone      | 27ª in batteria 30"95   | 23ª in batteria 1'04"75   | ---                       | 13ª - 4'11"53 frazione: 1'04"18 |
| 2003 Barcellona Spagna     | 19ª in batteria 29"54   | 20ª in batteria 1'03"13   | ---                       | 10ª - 4'10"41 frazione: 1'02"46 |
| Campionati europei         | 50 m dorso              | 100 m dorso               | 50 m farfalla             | 4 × 100 m mista                 |
| 1999 Istanbul Turchia      | elim. in semifinale "   | ---                       | elim. in batteria 28"85   | ---                             |
| 2002 Berlino Germania      | 6ª 29"31                | 7ª 1'03"33                | ---                       | 6ª - 4'10"38 frazione: 1'03"62  |
| 2004 Madrid Spagna         | Bronzo 29"28            | 5ª 1'03"05                | ---                       | 4ª - 4'07"79 frazione: 1'03"00  |
| Europei in vasca corta     | 50 m dorso              | 100 m dorso               | 200 m dorso               | 4 × 100 m mista                 |
| 1998 Sheffield Regno Unito | elim. in batteria 29"55 | elim. in batteria 1'02"54 | elim. in batteria 2'18"25 | ---                             |
| 2000 Valencia Spagna       | 6ª 28"90                | 8ª 1'01"66                | ---                       | 7ª - 1'53"98 frazione: 29"28    |
| 2001 Anversa Belgio        | 13ª in semifinale 28"87 | 8ª 1'01"20                | 16ª in batteria 2'16"56   | ---                             |
| 2002 Riesa Germania        | 10ª in semifinale 28"69 | 9ª in semifinale 1'00"65  | 11ª in batteria 2'15"85   | 10ª - 1'56"99 frazione: 29"10   |
| 2003 Dublino Irlanda       | 7ª 28"55                | 12ª in semifinale 1'00"73 | ---                       | 7ª - 1'52"29 frazione: 28"75    |
| Europei giovanili          | 50 m dorso              | 100 m dorso               | ---                       | ---                             |
| 1998 Anversa Belgio        | ---                     | Bronzo 1'03"98            | ---                       | ---                             |

### Campionati italiani
37 titoli individuali e 4 in staffette, così ripartiti:
- 16 nei 50 m dorso
- 16 nei 100 m dorso
- 1 nei 200 m dorso
- 3 nei 50 m farfalla
- 1 nei 100 m misti
- 1 nella staffetta 4 × 50 m mista
- 3 nella staffetta 4 × 100 m mista

nd = non disputata
| Anno | Edizione    | st.libero 4×100 m | st.libero 4×200 m | dorso 50 m | dorso 100 m | dorso 200 m | farfalla 50 m | misti 100 m | misti 200 m | mista 4×50 m | mista 4×100 m |
| ---- | ----------- | ----------------- | ----------------- | ---------- | ----------- | ----------- | ------------- | ----------- | ----------- | ------------ | ------------- |
| 1998 | Primaverili | 3                 | -                 | nd         | 2           | -           | nd            | nd          | -           | nd           | 1             |
| 1998 | Estivi      | 3                 | 3                 | nd         | 1           | -           | nd            | nd          | -           | nd           | 1             |
| 1998 | Invernali   | nd                | nd                | 1          | 1           | -           | 2             | -           | -           | nd           | nd            |
| 1999 | Primaverili | -                 | 3                 | 1          | 1           | -           | 1             | nd          | 3           | nd           | 1             |
| 1999 | Estivi      | -                 | -                 | 1          | 3           | -           | 3             | nd          | -           | nd           | -             |
| 1999 | Invernali   | nd                | nd                | 1          | 1           | -           | 1             | -           | -           | nd           | nd            |
| 2000 | Estivi      | -                 | -                 | 1          | 1           | -           | 3             | nd          | -           | nd           | -             |
| 2000 | Invernali   | nd                | nd                | 1          | 1           | -           | 1             | 1           | -           | 1            | nd            |
| 2001 | Primaverili | -                 | -                 | 1          | 1           | -           | -             | nd          | -           | nd           | 3             |
| 2001 | Estivi      | -                 | -                 | 1          | 2           | -           | -             | nd          | -           | nd           | -             |
| 2001 | Invernali   | nd                | nd                | 2          | 1           | -           | -             | -           | -           | 3            | nd            |
| 2002 | Primaverili | -                 | -                 | 1          | 1           | -           | -             | nd          | -           | nd           | -             |
| 2002 | Estivi      | -                 | -                 | 1          | 1           | -           | -             | nd          | -           | nd           | 3             |
| 2002 | Invernali   | nd                | nd                | 1          | 1           | 2           | -             | -           | -           | 3            | nd            |
| 2003 | Primaverili | -                 | -                 | 1          | 1           | -           | -             | nd          | -           | nd           | 2             |
| 2003 | Estivi      | -                 | 3                 | 1          | 1           | -           | -             | nd          | -           | nd           | 3             |
| 2003 | Invernali   | nd                | nd                | 1          | 1           | 1           | -             | -           | -           | -            | nd            |
| 2004 | Primaverili | -                 | -                 | 1          | 1           | -           | -             | nd          | -           | nd           | 3             |
| 2004 | Estivi      | -                 | -                 | 1          | 1           | -           | -             | nd          | -           | nd           | 2             |